# Gideon
The Mark of Gideon este un episod din sezonul al III-lea al serialului original Star Trek. A avut premiera la 17 ianuarie 1969.

## Prezentare
O rasă de extratereștri de pe o planetă suprapopulată îl răpesc pe Kirk pentru a le rezolva problema.